# عباس بن علي بن داوود
 الملك الأفضل عباس بن علي بن داوود  أو الأفضل عباس بن المجاهد هو سادس ملوك الدولة الرسولية في اليمن، حكم في الفترة (1363 – 1376 م). تولى الحكم بعد وفاة أبيه وأقام بمدينة زبيد إلى أن توفي.
وإلى جانب الحكم كان الأفضل الرسولي مهتما بالأدب والتاريخ فألف عدة كتب منها كتاب نزهة العيون في تاريخ طوائف القرون والذي ابتدأ فيه بترجمة آدم وانتهى بترجمة يونس بن إبراهيم بن القاسم الدباسي المعمر، لكنه لم يترجم فيه لأحد من أهل اليمن إذ أنه قد أفرد لهم كتابا خاصا سماه: العطايا السنية والمواهب الهنية في المناقب اليمنية، كما له كتاب بغية ذوي الهمم في التعريف بأنساب العرب والعجم، وكتاب نزهة الأبصار في اختصار كنز الأخبار و كتاب بغية الفلاحين، في الأشجار المثمرة والرياحين، وكذا معجمه الرسولي.
| المناصب السياسية          | المناصب السياسية                                | المناصب السياسية                   |
| ------------------------- | ----------------------------------------------- | ---------------------------------- |
| سبقه المجاهد علي بن داوود | ملوك الدولة الرسولية 1363 – 1376 م 764 – 778 هـ | تبعه الأشرف إسماعيل بن عباس بن علي |